# Ungár Joél
Ungár Joél, névvariáns: Rechnitzer (Rohonc, 1802. – Paks, 1885. december 19.) 1840-től haláláig Paks főrabbija. 

## Élete
Már 15 éves korában, amikor Benet Mordechai nikolsburgi jesivájára ment, teljesen ismerte a Sulchán Áruchnak mind a négy részét. Majd Pozsonyba került, ahol Szófer Mózes legjelesebb tanítványai közé tartozott. Emellett a teológia körén kívül eső tudományokkal is foglalkozott. Apósa halála után a paksi hitközség 1840-ben rabbivá választotta, és itt lelkészkedett élete végéig, 45 éven keresztül. Erősen látogatott jesivát tartott fenn, és számos hazai rabbi került ki tanítványai közül.